# Дезинфекциона централа у Нишу
„Дезинфекциона централа” у Нишу била је први иновирани прототип коморе за сузбијање вашију, чије оснивање је предложио пук др Војислав Суботић на састанку лекара у Нишу 12. фебруара 1915. година. Након што је ову идеју подржао, и прављење централе реализовао Државни одбор за сузбијање заразних болести у Великом рату у Краљевини Србије, она је почела са радом марта 1915. године. Имала је дневни капацитет од 4-5 хиљада пари одела, а у њеном саставу радило је и купатило.
Након што је у "Српским новинама" од 24. фебруара 1915. објављен чланак о пећима намењеним масовном развашљивању дневног капацитета 300 - 600 пари одела, према плановима Велисава Вуловића, изграђена је и прва комора за развашљивање као значајни анти-епидемијски агент за масовну депедикулацију, у првој „дезинфекционој централи" у Нишу, капацитета 4 до 5.000 пари одела, што је било од великог значаја не само за конкретну ситуацију у Србије, већ и за медицину света у борби против вашију.

## Предуслови
Замисао да се епидемија пегавца 1914/15. масовним „развашљивањем“ може заустави била је двоструко пионирски подухват, који је тиме носио кумулативну „неизвесност“, зато не баш малу.
За стратешко опредељење је требало имати одговарајућу тактику, а њу, опет, нико у свету није имао, па ни српска санитет, иако је био најзаинтересованији.
Оно што су други примењивали готово индивидуално као хигијенску меру, и лекари Србије су знали и примењивали.
Епидемија пегавца и повратног тифуса у Краљевини Србији с краја 1914. и почетком 1915. године била је једна од најтежих епидемија изазваних инфективним болестима епидемијског карактера која се јавила као последица лоших друштвених и економских прилика и ванредног стања, изазваног ратним условима у којима се Србија нашла у првим годинама Великог рата.
Она се одвијала паралелно са великим ратним напорима српске војске у биткама које су вођене од јесени 1914. године, као њихова пратећа појава. Према данку у људским животима (како припадника војска тако и цивилног становништва), спада у ред највећих за које свет до тада знао, што потврђује и оцене др Хантера, да је ова епидемија пегавог тифуса у Србији била „најизненаднија епидемија по пореклу, најбржа по току, највећа у интензитету, а најбрже заустављена од свих познатих оваквих епидемија у историји“.
Почетком фебруара 1915. године у током епидемији догодила се још један помор као последица ове пошасти. Већина српских лекара оболела је од пегавца, лечећи болеснике, тако да је коначан биланс био; да је од 595 српских лекара њих 122 (око 20%) умрло у току ове епидемије.
На појаву епидемије, поред ратних дејстава, непрестане миграције становништва и лоших хигијенских и економских прилика у земљи, утицао је и велики број заражених Аустријских војника, међу којима се болест прво и појавила. Међутим као основни разлог историчари српске медицине наводе и лошу организацију војног и цивилног санитета, с краја 1914. године, у Србији, која је управо изшла из балканских ратова, са премало лекара, и непознавањем епидемиологије ове заразне болести. Студирајући медицину у западној Европи, и поред солидно стеченог знања, српски лекари нису могли сазнати све о пегавцу, јер је у тим центрима болест била искорењена средином 19. века. Осим тога, српски санитет имао је премали број лекара, свега око 600 на 4.500.000 становника и 30.000 војника редовне војске, односно 409 лекара, на преко 400.000 мобилисаних војника у рату.
Како су у Србији, пре настанка епидемије 1914. и 1915. године, регистровани само спорадични случајеви пегавог тифуса у појединим крајевима, тешко је поверовати да је епидемија букнула из аутохтоних спорадичних жаришта, узимајући у обзир интензитет и брзину развоја епидемијског процеса. Питање где се најпре појавио пегави тифус у Србији и даље остаје непознаница – код избеглица, у српској војсци или код Аустријанаца.

### Ниш као центар епидемије али и противепидемијских мера
Ниш је за време Великог рата 1914 и 1915 био главни и највећи град Србије и ратна престоница. Ниш је тако у прве две године Великог рата постао не само ратна престоница Краљевине Србије и значајан центар свих збивања у Србији, све до повлачења октобра 1915. године, већ и град у коме је спас тражило све што се могло преселити из српске престонице и других крајева Србије, а касније и маса рањеника и болесника.
Тако је ова мала варошица са око 30.000 становника нарасла у град са преко 120.000 (147.000) становника, такорећи преко ноћи. Влада, Скупштина, дипломате, висока администрација, политички и уметнички свет, новинари, књижевници; небројене избеглице из Београда и северних градова, пуниле су не само нишке мале, хотеле и друга свратишта, већ и болнице, а празних постеља већ након неколико дана у Нишу више није било. Тако је град који је имао је доста војске и много заробљеника, према томе, за време епидемије имао је и много болесника од пегавог тифуса.14
Тај страшан помор није био само у Нишу по болницама и логорима, него и у свим местима Србије, која су имала обичне, а поред њих и резервне војне болнице. Све су биле препуне. За време епидемије, због велике навале, поред школа и надлештва, и многе кафане и приватне куће коришћене су за смештај болесника. У појединим нишким болницама умирало је дневно на стотине болесника, а њихови лешеви лежали су око капела као уметрена дрва.
У Нишу је шест месеци владала незапамћена епидемија, са високим процентом смртности, а у Моравској војној болници се у 1914. поред рањеника лечило преко 3.000 људи од пегавог тифуса.
Дневно је умирало и до 36 болесника. Према сачуваној евиденцији, у Моравској сталној војној болници, епидемија тифуса у Нишу добила је широке размере од новембра 1914 (у новембру су умрла 253 лица a децембру 297).

## Положај и размештај централе
Централа је била лоцирана у јужном делу Ниша, у наставку Обреновићеве улице, једне од водећих градских артерија у центру Ниша северно-јужног правца – на северним падинама брда Горица изнад старог нишког гробља, у близини винског подрума „Горица“ адвоката Светозара Тутуновића изграђеног по ослобођењу Ниша од Турака, а данас познатој нишкој четврти Тутуновићев подрум. Микролокација „дезинфекционе централе“ није позната. Постоје две претпоставке о њеној тачној локацији, које је у свом научном раду из историје медицине, изнео Goran Čukić:
Прва претпоставка — заснована је на изјавама старијих Нишлија, становника брда Горица, да је станица највероватније била преко пута винског подрума у столарској радионица са „сушаром за даске“ која је имала димњак, који је услед дотрајалости касније срушен.
Друга претпоставка — заснована је на подацима из Енциклопедије Ниша, која и ако у делу о здравству о дезинфекционој централи ништа не пише, у делу о привредиу енциклопедији се налази интересантан податак о винском подруму Светозара Тутуновића и фабрици белих цигли – циглани на Горици, која је можда била погодна за смештај купатила и дезинфекционе централе?

## Почетак рада
Први акт, којим је званично достављено обавештење о почетку рада „инсталације за дезинфекцију“, упућен је 12. марта 1915. године од стране Државни одбор за сузбијање заразних болести, основаног у Нишу око 21. јануара 1915. године је својим расписима обавестио војводе: Степу Степановића и Живојинљ Мишићљ, генерале: Павла Јуришића и Михаила Живковића, а посебним актом (руком писани) следеће садржине и команданта Моравске дивизијске области:
Државни одбор има част известити команданта да су инсталације за дезинфекцију одела, преобуке и постељних ствари у парној циглани, преко пута подрума Горица, потпуно довршене и да већ неколко дана функционишу на потпуно задовољство Државног одбора.“ Очекује се од команданта да нареди „одмах, а најдаље у времену од неколико дана“ да се изврши потпуна дезинфекција свих болница у Нишу. Дају се упутства за коришћење, а обавештавају да „инсталација може дневно дезинфиковати 4-5.000 пари одела, преобуке, ћебади итд.

Пет дана након овог акта достављеног војним јединицама, о оснивању и раду „Дезинфекционе централе” у Нишу, први пут је 17. марта 1915. године, упозната и јавност (грађанство) посредством више дневних листова у Краљевини Србији (када је до тада у централи већ било дезинфиковано 40.000 пари одела). 
Ако се узме у обзир дневни капацитет, уходавање особља и пробни рад – „дезинфекциона централа“ је почела са радом  десетак дана  пре 12. марта 1915. године (највероватније око првог или другог марта 1915.)
Отварању централе, према писању Правде, 17. марта 1915. године присуствовали су престолонаследник, чланови Државног одбора за сузбијање заразе и друге званице, који су боравили у Нишу - у том историјском раздобљу ратној престоници Краљевине Југославије.

## Намена и капацитет
Намена
- „Нишка дезинфекциона централа“ је била намењена потребама војске, њеним бројним болницама грађанству.
- Купање у купатилу централе било је бесплатно, а одвијало се паралелно са дезинфекцијом, па се би док се особа окупа дезинфекција била завршена.

Капацитет
Према писању ондашње штампе „Дезифекциона централа је у марту 1915. дезинфиковала 120.000 пари одела...а За један дан у центреали је могло да се окуп 1.200 особа
Међутим, према истраживањима капацитет обраде коморе у Нишу био је много већи од зацртаног (24. фебруара 1915. године) и кретао се до 5.000 пари одела, ћебати, веша, болничке постељине итд.

## Значај
Била је то прва масовнија употреба сувог топлог ваздуха, као основног средства против вашљивости тела у сузбијању епидемије пегавца и повретног тифуса, пре употребе импровизованог Стамерсоновог бурета и/или Српског бурета.